# زیردریایی یو-۳۰۸
زیردریایی یو-۳۰۸ (به انگلیسی: German submarine U-308) یک زیردریایی بود که طول آن ۶۷٫۱ متر (۲۲۰ فوت ۲ اینچ) بود. این زیردریایی در سال ۱۹۴۲ ساخته شد.